# Зимбовский, Михаил Абрамович
Михаи́л Абра́мович Зимбо́вский (8 (20) ноября 1889 год — май 1970) — советский театральный актёр, народный артист РСФСР.

## Биография
Михаил Абрамович Зимбовский родился 8 (20) ноября 1889 год в селе Старый Салтов Волчанского уезда Харьковской губернии. 
В 1910 году начал выступать на любительской сцене; вскоре стал профессиональным актёром. В 1912—1915 годах играл в украинской труппе антрепренёра Чернова в Керчи. Затем работал в театрах Ташкента, Фрунзе, Чкалова. Был актёром драматических театров Курска (1927—1928), Острогожска (1928—1929), Казани (1929—1930).
В 1930—1961 годах выступал на сцене Воронежского драматического театра, на сцене которого сыграл около 200 ролей. Создал народные, проникнутые юмором, образы. Лучшие роли актёра: Глоба («Русские люди»), фельдмаршал Кутузова (о. п. Соловьёва), профессор Окаемов («Машенька»).
С 1961 года жил в Доме ветеранов сцены в Москве вместе с женой Ольгой Павловной Мариуц (1896—1970), заслуженной артисткой РСФСР. Умер в мае 1970 года. Похоронен на Николо-Архангельском кладбище (площадка Дома ветеранов сцены).

## Награды и премии
- Народный артист РСФСР (24.03.1960).

## Работы в театре
- «Ревизор» Гоголя — Ляпкин-Тяпкин и Осип
- «На всякого мудреца довольно простоты» Островского — Крутицкий
- «Вишнёвый сад» Чехова — Симеонов-Пищик
- «Три сестры» Чехова — Чебутыкин
- «Егор Булычов и другие» Горького — Егор Булычов
- «На дне» Горького — Татарин
- «Дети солнца» Горького — Чепурной
- «Старик» Горького — Старик
- «Русские люди» Константин Симонова — Глоба
- «История одной любви» Константин Симонов — Голубь
- «Фельдмаршал Кутузов» Соловьёва — фельдмаршал Кутузов
- «Машенька» А. Н. Афиногенова — Окаемов Василий Иванович
- «Гамлет» Уильям Шекспир — Полоний
- «Отелло» Уильям Шекспир — Яго
- «Ромео и Джульетта» Уильям Шекспир — Капулетти
- «Коварство и любовь» Фридрих Шиллер — Вурм и Миллер
- «Человек с ружьем», «Аристократы», «Третья патетическая» Николай Погодин — Волжанин, Лимон, Сухожилов
- «Смерть Иоанна Грозного» Алексей Константинович Толстой — князь Шуйский
- «Любовь Яровая» Константин Тренёв — Горностаев
- «Алексей Кольцов» Владимир Кораблинов — Василий Кольцов
- «Большой день» Владимир Киршон — Лобов